# Giros de la ínsula
Los giros de la ínsula son pequeñas circunvoluciones que en número de cinco o seis forman el lóbulo de la ínsula (también conocido como ínsula de Reil).

## Tipos
- Giro largo de la ínsula. Presenta orientación occipital.[1]
- Giros cortos de la ínsula. Están dispuestos ventralmente.[1]